# Alfredo Flores
Alfredo Flores Flores (Barcelona, 27 de abril de 1915 – Barcelona, 10 de febrero de 2007) fue un piloto de motociclismo español que protagonizó una larga carrera deportiva entre las décadas de los 30 hasta los 60, etapa durante la cual consiguió tres títulos de Campeonato de España en la categoría de 350 cc.
Flores era conocido en las carreras por su casco, siempre con una estrella verde, y su eterno pañuelo en el cuello también comlor verde.

## Biografía
El 7 de mayo de 1933, con 18 años recién cumplidos, corrió su primera carrera oficial de motociclismo, comenzando una larga etapa de 30 años durante la cual fue uno de los principales pilotos en el panorama español. Siempre como piloto privado, haciendo también las funciones de mecánico, Flores no contó nunca con el apoyo económico como para obtener una motocicleta competitiva (una de las primeras que tuvo fue una New Hudson de 350 cc que le compró su padre en 1932). Por este motivo, y a pesar de su calidad como piloto, casi nunca pudo destacar en ninguna carrera internacional, donde acstumbraba a avanzar a los mejores pilotos extranjeros en las curvas pero volvía a ser adelantado en las rectas por esos mismos pilotos, gracias al poder de sus motos. Una de sus actuaciones más recordadas la realizó en el IV Gran Premio de Barcelona, disputado en el circuito de Montjuïc el 26 de abril de 1936, donde consiguió el segundo lugar de la categoría de los 350 cc por detrás del sueco Martin Stromberg.
Después de Guerra civil española se exilió a Francia y tuvo que permanencer una temporada en un campo de concentración. Una vez de vuelta en casa, retomó su carrera deportiva y llegó a ganar tres campeonatos españoles en la cilindrada de 350 cc. (1955, 1957 y 1958). Su afición por la motocicleta le duró toda su vida: en 2001, a los 86 años, se compró la última que condujo.

## Resultados en el Campeonato del Mundo
Sistema de puntuación desde 1950 hasta 1968:
| Posición | 1.º | 2.º | 3.º | 4.º | 5.º | 6.º |
| Puntos   | 8   | 6   | 4   | 3   | 2   | 1   |

Hasta 1955 se contaban los 5 mejores resultados.
(carreras en cursiva indica vuelta rápida)
| Año  | Cat.  | Moto       | 1       | 2     | 3     | 4       | 5     | 6       | 7     | 8      | 9     | 10    | 11    | Pts. | Pos. |
| ---- | ----- | ---------- | ------- | ----- | ----- | ------- | ----- | ------- | ----- | ------ | ----- | ----- | ----- | ---- | ---- |
| 1951 | 350cc | Velocette  | ESP 11  | SUI - | IOM - | BEL -   | NED - | FRA 15  | ULS - | NAT -  |       |       |       | 0    | -    |
| 1953 | 350cc | -          | IOM -   | NED - | BEL - | FRA Ret | ULS - | SUI -   | NAT - |        |       |       |       | 0    | -    |
| 1953 | 500cc | Norton     | IOM -   | NED - | BEL - | FRA -   | ULS - | SUI -   | NAT - | ESP 10 |       |       |       | 0    | -    |
| 1955 | 250cc | Moto Guzzi |         |       | IOM - | GER -   |       | NED -   | ULS - | NAT 14 |       |       |       | 0    | -    |
| 1955 | 500cc | Norton     | ESP 8   | FRA - | IOM - | GER -   | BEL - | NED -   | ULS - | NAT -  |       |       |       | 0    | -    |
| 1956 | 250cc | Moto Guzzi | IOM -   | NED - | BEL - | GER -   | ULS - | NAT Ret |       |        |       |       |       | 0    | -    |
| 1956 | 350cc | Moto Guzzi | IOM -   | NED - | BEL - | GER -   | ULS - | NAT 12  |       |        |       |       |       | 0    | -    |
| 1957 | 350cc | Moto Guzzi | GER -   | IOM - | NED - | BEL -   | ULS - | NAT 11  |       |        |       |       |       | 0    | -    |
| 1961 | 250cc | Moto Guzzi | ESP Ret | GER - | FRA - | IOM -   | NED - | BEL -   | RDA - | ULS -  | NAT - | SWE - | ARG - | 0    | -    |